# Monte Vomero
Il Monte Vomero è una montagna (1195,9 m s.l.m.), situata tra i territori dei comuni di Spigno Saturnia e Formia (LT) nel Lazio, all'interno del territorio del parco naturale dei Monti Aurunci. È la vetta più orientale del massiccio centrale del Petrella, nei Monti Aurunci occidentali. 

## Descrizione
Con direttrice Nord-ovest-sud est si eleva prima nella conica vetta del Monte Vomero e poi nella più meridionale vetta del Monte Sorgenza. Il contrasto tra il versante nord e sud è netto, a settentrione si estende la lussureggiante faggeta del canale di faggeto di Spigno Saturnia, il versante meridionale devastato da frequenti incendi estivi è quasi completamente brullo. A est la cresta termina con il rilievo noto come la Bannera di Spigno. Vastissimo il panorama sul golfo di Gaeta e di Napoli.

## Geologia
Il pendio del Monte Vomero ospita la migliore successione giurassica affiorante in tutto il Lazio meridionale e si estende pressoché in continuità dal Giurassico inferiore medio (calcari a Palaeodasycladus con frequenti intercalazioni di strati a Lithiotis) al Titoniano basale (calcari a Clypeina jurassica). Solo la parte sommitale è interessata da una faglia di modesto rigetto che elide una breve porzione degli strati a Cladocoropsis. La potenza complessiva della successione è di circa 840 metri.